# Європіана
Європіа́на (англ. Europeana.eu) це інтернет-портал, який містить мільйони книг, картин, фільмів, музейних предметів та архівних записів, які були оцифровані по всій Європі.
Більш ніж 2000 установ по всій Європі сприяли Europeana. Вони варіюються від найбільших міжнародних імен, таких як Rijksmuseum в Амстердамі, Британська бібліотека і Лувр, до регіональних архівів і місцевих музеїв у кожній країні Європи. Разом, їх зібрані колекції дозволяють користувачам досліджувати культурну та наукову спадщину Європи від передісторії до наших днів.
Представлені джерела всіма європейськими мовами (у тому числі українською).
Через велику кількість відвідувачів (10 млн на годину) сайт став недоступний в перший же день і закрився до середини грудня 2008 року.

## Історія
Каталізатором побудови Europeana був лист, написаний Жаком Шираком (Jacques Chirac), президентом Франції і підписаний прем'єрами Німеччини, Іспанії, Італії, Польщі та Угорщини до Президента Європейської Комісії Жозе Мануелем Баррозу (José Manuel Durão Barroso), у квітні 2005 року. У листі запропоновано створення європейську електронну бібліотеку, щоб зробити європейську культурну спадщину доступною для всіх.
Європіа́на відкрита 20 листопада 2008 року, була започаткована у 2007 році під назвою англ. European digital library network (EDLnet), на час відкриття бібліотека нараховувала 2 млн оцифрованих об'єктів (картин, книг, фільмів, архівів та фотоматеріалів). На осінь 2009 р. в колекції бібліотеки 4,6 млн оцифрованих книг, карт, світлин, газет, кліпів тощо. У 2010 році кількість об'єктів сягнуло 10 млн. Проект ініційований Європейською Комісією в рамках програми покращення доступу до електронного контенту eContentplus [Архівовано 1 листопада 2008 у Wayback Machine.], у 2010 році у програму оцифрування бібліотек виділили 120 млн євро. Головний сервер розташовано в Нідерландах.

## Стратегія
У Стратегічному плані розвитку на 2011—2015 роки, (який був опублікований в січні 2011 року), Europeana виділила чотири стратегічні напрямки, які визначатимуть свій подальший розвиток:
Громадський — побудувати відкрите надійне джерело для європейського контенту культурної та наукової спадщини;
Сприяння — підтримка сектора культурної і наукової спадщини допомогою передачі знань, інновацій та пропаганди;
Розповсюдження — зробити спадщину доступну для користувачів, де б вони не були, по їх запиту;
Участь — розвивати нові способи для користувачів для того щоб вони брали участь у їх культурної і наукової спадщини.

## Функція
Європіа́на надає доступ до різних типів контенту з різних типів установ спадщини. Цифрові об'єкти, які користувачі можуть знайти в Europeana не зберігається на сервері Європіа́ни, але залишаються у культурною установою і розміщуються на своїх мережах. Europeana збирає контекстну інформацію — або метадані — про деталі, у тому числі зображення, але невеликий роздільній здатності. Люди можуть знайти цю контекстну інформацію. Як тільки вони знаходять те, що вони шукають, якщо вони хочуть отримати доступ до повного змісту пункту, вони переходять на вихідний сайт, який містить контент.
Різні типи організацій культурної спадщини — бібліотеки, музеї, архіві та аудіовізуальні колекції — каталоги їх змісту зроблені по-різному і за різними стандартами. Підходи також різняться в різних країнах. Для того, щоб інформацію можна було знайти, вона повинна бути перетворена в один загальний стандарт, відомий як Europeana Semantic Elements. Це стандарт метаданих в даний час займає найменший спільний знаменник підходу до інтеграції різних видів цифрового контенту. Таким чином, введення такого стандарту метаданих, Europeana Data Model, допоможе дати користувачам більшу і кращу інформацію.
Europeana приймає метадані про цифрових об'єктів, але не приймає будь-які рішення про оцифровування. Рішення про те, які об'єкти оцифровані лишається за організацією, яка тримає матеріал.